# 南斯拉夫軟口魚
南斯拉夫軟口魚（學名：Chondrostoma vardarense）為輻鰭魚綱鯉形目雅羅魚科軟口魚屬的其中一種，分布於歐洲馬里查河至皮尼奧斯河(希臘、保加利亞、土耳其流域、維約薩河(阿爾巴尼亞、希臘)流域，體長可達35公分，棲息在河川底中層水域，生活習性不明。

## 扩展阅读
維基物種上的相關：南斯拉夫軟口魚